# 小行星6120
小行星6120（6120 Anhalt）是一颗绕太阳运转的小行星，为主小行星带小行星。该小行星于1987年8月21日发现。

## 轨道参数
小行星6120的轨道半长轴为2.3546964 UA，离心率为0.221。